# USS Blueback (SS-326)
USS Blueback (SS-326) là một  tàu ngầm lớp Balao từng phục vụ cùng Hải quân Hoa Kỳ trong Chiến tranh Thế giới thứ hai. Nó là chiếc tàu chiến đầu tiên của Hải quân Hoa Kỳ được đặt cái tên này, theo tên loài cá hồi đỏ. Nó đã phục vụ trong Thế Chiến II, thực hiện được ba chuyến tuần tra và đánh chìm được một tàu săn ngầm Nhật Bản tải trọng khoảng 300 tấn. Sau khi xung đột chấm dứt, nó tiếp tục phục vụ trong giai đoạn Chiến tranh Lạnh cho đến năm 1948, khi được chuyển cho Thổ Nhĩ Kỳ và tiếp tục hoạt động như là chiếc TCG İkinci Inönü (S331). Con tàu cuối cùng được hoàn trả cho Hoa Kỳ vào năm 1973 và bị tháo dỡ sau đó. Blueback được tặng thưởng hai Ngôi sao Chiến trận do thành tích phục vụ trong Thế Chiến II.

## Thiết kế và chế tạo
Thiết kế của lớp Balao được cải tiến dựa trên  tàu ngầm lớp Gato dẫn trước, là một kiểu tàu ngầm hạm đội có tốc độ trên mặt nước cao, tầm hoạt động xa và vũ khí mạnh để tháp tùng hạm đội chiến trận. Khác biệt chính so với lớp Gato là ở cấu trúc lườn chịu áp lực bên trong dày hơn, và sử dụng thép có độ đàn hồi cao (HTS: High-Tensile Steel), cho phép lặn sâu hơn đến 400 ft (120 m). Con tàu dài 311 ft 9 in (95,02 m) và có trọng lượng choán nước 1.526 tấn Anh (1.550 t) khi nổi và 2.424 tấn Anh (2.463 t) khi lặn. Chúng trang bị động cơ diesel dẫn động máy phát điện để cung cấp điện năng cho bốn động cơ điện, đạt được công suất 5.400 shp (4.000 kW) khi nổi và 2.740 shp (2.040 kW) khi lặn, cho phép đạt tốc độ tối đa 20,25 hải lý trên giờ (37,50 km/h) và 8,75 hải lý trên giờ (16,21 km/h) tương ứng. Tầm xa hoạt động là 11.000 hải lý (20.000 km) khi đi trên mặt nước ở tốc độ 10 hải lý trên giờ (19 km/h) và có thể hoạt động kéo dài đến 75 ngày.
Tương tự như lớp Gato dẫn trước, lớp Balao được trang bị mười ống phóng ngư lôi 21 in (530 mm), gồm sáu ống trước mũi và bốn ống phía phía đuôi tàu, chúng mang theo tối đa 24 quả ngư lôi. Vũ khí trên boong tàu gồm một hải pháo 4 inch/50 caliber, một khẩu pháo phòng không Bofors 40 mm nòng đơn và một khẩu đội Oerlikon 20 mm nòng đôi, kèm theo hai súng máy .50 caliber. Trên tháp chỉ huy, ngoài hai kính tiềm vọng, nó còn trang bị ăn-ten radar SD phòng không và SJ dò tìm mặt biển. Tiện nghi cho thủy thủ đoàn bao gồm điều hòa không khí, thực phẩm trữ lạnh, máy lọc nước, máy giặt và giường ngủ cho hầu hết mọi người, giúp họ chịu đựng cái nóng nhiệt đới tại Thái Bình Dương cùng những chuyến tuần tra kéo dài đến hai tháng rưỡi.
Blueback được đặt lườn tại xưởng tàu của hãng Electric Boat Company ở Groton, Connecticut vào ngày 29 tháng 7, 1943. Nó được hạ thủy vào ngày 7 tháng 5, 1944, được đỡ đầu bởi bà William Brent Young, phu nhân Chuẩn đô đốc William Brent Young, và được cho nhập biên chế cùng Hải quân Hoa Kỳ vào ngày 28 tháng 8, 1944 dưới quyền chỉ huy của Hạm trưởng, Thiếu tá Hải quân Merrill Kinsell Clementson.

## Lịch sử hoạt động

### USSBlueback
Sau khi hoàn tất việc chạy thử máy huấn luyện tại các vùng biển ngoài khơi New London, Connecticut và Newport, Rhode Island, Blueback khởi hành lên đường vào ngày 2 tháng 10, 1944 để đi Key West, Florida, nơi nó hỗ trợ hoạt động huấn luyện của Trường Sonar Hạm đội. Chuẩn bị để được điều động sang khu vực Mặt trận Thái Bình Dương, nó lên đường vào ngày 20 tháng 10, băng qua kênh đào Panama vào ngày 24 tháng 10, và đi đến Trân Châu Cảng vào ngày 22 tháng 11. Con tàu được sửa chữa và huấn luyện trong hai tuần lễ tiếp theo.

#### Chuyến tuần tra thứ nhất
Khởi hành từ Trân Châu Cảng vào ngày 16 tháng 12 cho chuyến tuần tra đầu tiên, Blueback hoạt động trong thành phần một đội tấn công phối hợp "Bầy sói" vốn bao gồm các tàu ngầm Puffer (SS-268) và Sea Fox (SS-402). Đang khi đơn vị di chuyển về phía Bắc Saipan vào ngày 24 tháng 12, một máy bay ném bom Consolidated B-24 Liberator Không lực đã bị rơi tại khu vực lân cận các con tàu, và Blueback đã cứu vớt được bốn người trong số thành viên đội bay và đưa họ đến Saipan trước khi tiếp tục hướng sang khu vực tuần tra ngoài khơi Tori Shima. Blueback đã tuần tra và báo cáo thời tiết tại khu vực cho đến ngày 26 tháng 1, khi nó hướng xuống phía Nam để hoạt động tại biển Đông ngoài khơi vịnh Cam Ranh.
Vào ngày 2 tháng 2, Blueback phát hiện một đoàn tàu vận tải, nhưng trong hai dịp khác nhau cho đến ngày hôm sau đã không thể đi đến vị trí thuận lợi để tấn công. Nó chuyển sang nhiệm vụ tìm kiếm và giải cứu hỗ trợ các chiến dịch không kích vào ngày 7 tháng 2 tại vị trí 200 dặm (320 km) về phía Đông Nam Cam Ranh, trên tuyến đường hàng hải giữa Hong Kong và Singapore. Khi được lệnh quay trở về căn cứ tại Fremantle, Australia, trên đường đi trong ba ngày liên tục, nó tìm kiếm một thiết giáp hạm được cho là đang hướng lên phía Bắc từ Singapore, nhưng không có kết quả. Đến ngày 14 tháng 2, nó được lệnh chuyển hướng để đi đến căn cứ vịnh Subic, Philippines, đến nơi vào ngày hôm sau, nơi nó được tái trang bị cặp bên mạn tàu tiếp liệu tàu ngầm Griffin (AS-13) và huấn luyện ôn tập.

#### Chuyến tuần tra thứ hai
Trong chuyến tuần tra thứ hai từ ngày 4 tháng 3 đến ngày 17 tháng 4, Blueback hướng sang vùng bờ biển Đông Dương thuộc Pháp để hoạt động trong thành phần một "Bầy sói" bao gồm các tàu ngầm Bergall (SS-320), Blackfin (SS-322), Hawkbill (SS-366) và Flasher (SS-249). Đang khi trên mặt nước vào sáng sớm ngày 12 tháng 3, nó bị một tàu tuần tra đối phương tấn công và phải lặn sâu để ẩn nấp, rồi trong ngày hôm đó nó đã tiêu diệt một thuyền buồm bằng hải pháo. Đến ngày 26 tháng 3, nó phóng một loạt năm quả ngư lôi tấn công một tàu khu trục đang hộ tống một đoàn tàu vận tải, nhưng đã không trúng đích và bị đối phương phản công quyết liệt bằng mìn sâu.
Vào ngày 28 tháng 3, Blueback theo dõi một đoàn tàu vận tải được máy bay tuần tra Đồng Minh phát hiện trước đó. Đến 10 giờ 58 phút nó phóng một loạt ba quả ngư lôi tấn công một tàu khu trục trong đoàn tàu, nhưng lại không trúng đích, và tiếp tục chịu đựng phản công từ tàu hộ tống đối phương. Hai ngày sau đó, nó dùng hải pháo đánh chìm hai thuyền buồm, rồi đến ngày 3 tháng 4 đã chuyển sang tuần tra trong biển Java, hoạt động ngoài khơi các đảo Sumbawa và Lombok tại Đông Ấn thuộc Hà Lan cho đến ngày 12 tháng 4 mà không tìm thấy mục tiêu nào phù hợp. Nó kết thúc chuyến tuần tra khi quay trở về căn cứ Fremantle, Australia, đến nơi vào ngày 17 tháng 4, và được tái trang bị cặp bên mạn tàu tiếp liệu tàu ngầm Clytie (AS-26).

#### Chuyến tuần tra thứ ba
Lên đường từ Fremantle vào ngày 12 tháng 5 cho chuyến tuần tra thứ ba, Blueback đi đến eo biển Lombok vào ngày 17 tháng 5. Nó bắn hải pháo vào một thuyền buồm trong ngày 21 tháng 5 nhưng chỉ gây hư hại nhẹ cho đối phương. Một tuần sau đó, nó tấn công một tàu săn ngầm, phóng tổng cộng bảy quả ngư lôi nhưng không thành công và bị đối thủ bắn trả bằng hải pháo. Chiếc tàu ngầm chuyển sang hoạt động tại khu vực eo biển Sunda, nơi nó bắt gặp hai tàu buôn được ba tàu hộ tống bảo vệ vào ngày 2 tháng 6. Loạt ba quả ngư lôi phóng ra chỉ trúng đích một và gây hư hại cho một tàu buôn, nhưng các tàu hộ tống đã phản công bằng mìn sâu trong suốt hai giờ tiếp theo. Sang ngày hôm sau, nó phá hủy một tàu nhỏ bằng hải pháo.
Đến ngày 9 tháng 6, Blueback phóng một quả ngư lôi tấn công một tàu buôn nhưng lại trượt mục tiêu. Nó quyết định quay trở về căn cứ Fremantle, đến nơi vào ngày 14 tháng 6, để được tái trang bị đồng thời điều tra về độ chính xác của các quả ngư lôi. Nó lại lên đường tiếp tục chuyến tuần tra vào ngày 20 tháng 6, băng qua eo biển Lombok sáu ngày sau đó. Lúc 01 giờ 50 phút ngày 27 tháng 6, nó phóng một loạt năm quả ngư lôi vào một mục tiêu, và một quả trúng đích đã khiến đối thủ chết đứng giữa biển, rồi bị kết liễu bởi một quả ngư lôi phóng bồi thêm. Đến ngày 9 tháng 7, nó tấn công một thuyền buồm về phía Đông Kepulauan Seribu nhưng không có kết quả, và bốn ngày sau đó lại phóng ba quả ngư lôi tấn công một đoàn năm tàu buôn ven biển tại cùng khu vực này, nhưng không quả nào trúng đích. Nó kết thúc chuyến tuần tra khi về đến căn cứ vịnh Subic vào ngày 20 tháng 7.
Blueback vẫn đang được tái trang bị và huấn luyện tại vùng biển Philppines khi Nhật Bản chấp nhận đầu hàng vào ngày 15 tháng 8, giúp chấm dứt vĩnh viễn cuộc xung đột. Nó đi đến Apra Harbor, Guam vào ngày 4 tháng 9 và hoạt động tại khu vực quần đảo Mariana trong thành phần Hải đội Tàu ngầm 36 cho đến ngày 28 tháng 11. Chiếc tàu ngầm thực hiện một đợt huấn luyện cùng Hải đội Tàu ngầm 3 tại các quần đảo Caroline và Admiralty trước khi quay trở về Guam vào ngày 15 tháng 12.

#### 1946 - 1948
Lên đường vào ngày 12 tháng 1, 1946 để quay trở về vùng bờ Tây, Blueback hoạt động từ căn cứ San Diego, California cho đến ngày 26 tháng 8, khi nó lên đường cho một lượt hoạt động tại Viễn Đông. Chiếc tàu ngầm đã ghé đến Trân Châu Cảng, Truk, vịnh Subic, Thanh Đảo và Thượng Hải trước khi quay trở về San Diego vào ngày 29 tháng 11. Nó còn thực hiện một chuyến đi khác sang Trân Châu Cảng từ ngày 17 tháng 2 đến ngày 4 tháng 4, 1947, rồi hoạt động tại chỗ dọc bờ biển California cho đến tháng 3, 1948. Nó khởi hành vào ngày 4 tháng 3, 1948, ghé đến New London, Connecticut để hướng sang vùng biển Địa Trung Hải, và đi đến İzmir, Thổ Nhĩ Kỳ vào ngày 11 tháng 5. Con tàu được cho xuất biên chế tại đây và chuyển giao cho Thổ Nhĩ Kỳ vào ngày 23 tháng 5, 1948.

### TCGİkinci Inönü(S331)
Con tàu nhập biên chế cùng Hải quân Thổ Nhĩ Kỳ như là chiếc TCG İkinci Inönü (S331), (có khi viết thành II. İnönü - "Inonu thứ hai"), trở thành chiếc tàu ngầm Thổ Nhĩ Kỳ thứ hai được đặt theo trận İnönü thứ hai vào tháng 4, 1921 trong cuộc Chiến tranh giành độc lập Thổ Nhĩ Kỳ.
İkinci Inönü phục vụ trong giai đoạn từ ngày 23 tháng 5, 1948 đến ngày 20 tháng 11, 1973 lần lượt dưới các số hiệu lườn D-2, S-18 (từ năm 1955) và S-331 (từ năm 1959). Nó được nâng cấp theo Dự án GUPPY IA tại Xưởng hải quân Gölcük và tại Xưởng hải quân Philadelphia vào năm 1953. Sau khi xuất biên chế, dù trên danh nghĩa được hoàn trả cho Hoa Kỳ vào ngày 30 tháng 11, 1973, nó được đổi tên thành TCG Ceryan Botu-2 (Y-1241) và được sử dụng để sạc ắc quy cho các tàu ngầm khác tại Xưởng hải quân Gölcük cho đến năm 1975.

## Phần thưởng
Blueback được tặng thưởng hai Ngôi sao Chiến trận do thành tích phục vụ trong Thế Chiến II. Nó được ghi công đã đánh chìm một tàu săn ngầm Nhật Bản tải trọng khoảng 300 tấn.
|  |                           |  |
|  | Bronze star · Bronze star |  |

| Dãi băng Hoạt động Tác chiến  |                                                                         |                                      |
| Huân chương Chiến dịch Hoa Kỳ | Huân chương Chiến dịch Châu Á-Thái Bình Dương với 2 Ngôi sao Chiến trận | Huân chương Chiến thắng Thế Chiến II |